# Sandra Ballesteros
Sandra Ballesteros (Buenos Aires, 8 de agosto de 1961) é uma atriz argentina.

## Filmografia na Argentina
- Zenitram (en pós-produção) -
- Cuando ella saltó - (2007)
- Visitante de invierno - (2006)
- Buenos Aires 100 kilómetros - (2004)
- Cruz de sal - (2003)
- Iván y Eva - (corto 2002)
- El lado oscuro del corazón II - (2001)
- Tango - (1998)
- Doña Bárbara - (1998)
- El sekuestro - (1998)
- No te mueras sin decirme adónde vas - (1995)
- El camino de los sueños - (1993)
- Las boludas - (1993)
- El lado oscuro del corazón - (1992)
- Le roi de Patagonie - (Telefilme - 1990)
- A dos aguas - (1987)
- Juego perverso - (Não terminado - 1984)
- Un loco en acción - (1983)
- ¿Somos? - (1982)

## Participações em TV
- Lalola - (2007)
- Cantando por un sueño I - (2006)
- Alma pirata - (2006)
- Historias de sexo de gente común - (2004)
- Resistiré - (2003)
- Las Amantes - (2001)
- Verano del '98 - (1998)
- Gasoleros - (1998)
- Naranja y media - (1997)
- Archivo negro - (1997)
- Como pan caliente - (1996)
- La Marca del deseo - (1995)
- Compuesta y sin novio - (3 episódios, 1994)